# Anatoli Chubais
Anatoly Chubais (em russo, Анатолий Борисович Чубайс, em 16 de junho de 1955) é um político e empresário russo responsável pela privatização na Rússia como um membro influente da administração de Boris Yeltsin no início de 1990. Durante este período, ele foi uma figura chave na introdução da economia de mercado e dos princípios da propriedade privada na Rússia após a queda da União Soviética.
De 1998 a 2008, ele chefiou o monopólio estatal de energia elétrica RAO UES. Uma pesquisa de 2004 conduzida pela PricewaterhouseCoopers e o Financial Times o nomeou o 54º líder empresarial mais respeitado do mundo. Ele foi o chefe da Russian Nanotechnology Corporation (RUSNANO) em 2008-2020. Ele foi membro do Conselho Consultivo do JPMorgan Chase desde setembro de 2008 até 2013. Atualmente ele trabalha como Enviado Especial do Presidente da Federação Russa para Relações com Organizações Internacionais (desde dezembro 2020).